# 立方截角立方八面體
在幾何學中，立方截角立方八面體是一種星形均勻多面體，由8個正六邊形、6個正八邊形和6個正八角星所組成，其索引為U16，對偶多面體為四重二方六面体，具有八面體群對稱性。

## 性質
立方截角立方八面體共由20個面、72條邊和48個頂點組成。在其20個面中，有8個正六邊形、6個正八邊形和6個正八角星。在其48個頂點中，每個頂點都是1個正六邊形、1個正八邊形和1個正八角星的公共頂點，且這些面依照正六邊形、正八邊形和正八角星的順序排列，在頂點圖中可以用[6,8,8/3]或(8/3.6.8)來表示。若將立方截角立方八面體作為一個簡單多面體，也就是將自相交的部分分離開來，則這個立體會有62個外部面。

### 表示法
立方截角立方八面體在考克斯特—迪肯符号中可以表示為（x4/3x3x4*a），在威佐夫記號中可以表示為3 4/3 4 |:121或4/3 3 4 |。

### 分類
由於立方截角立方八面體的頂點圖為不等邊三角形且具備點可遞的特性，同時，其存在自相交的面，並可以透過星形正多面體進行廣義截角來構造，因此立方截角立方八面體是一種自相交截角擬正多面體（Self-Intersecting Truncated Quasi-Regular Polyhedra）。自相交截角擬正多面體一共有五種，分別為立方截角立方八面體、星形截角截半立方體、二十面截角十二面十二面體、截角截半大十二面體和大截角截半二十面體。這些立體由阿爾伯特·巴杜羅（Albert Badoureau）和約翰·皮奇（Johann Pitsch）於1881年發現並描述。

### 尺寸
若立方截角立方八面體的邊長為單位長，則其外接球半徑為七的平方根的一半：
{\displaystyle R={\frac {\sqrt {7}}{2}}\approx 1.3228756555}
邊長為單位長的立方截角立方八面體，中分球半徑為六的平方根的一半：
{\displaystyle R_{M}={\frac {\sqrt {6}}{2}}\approx 1.22474487139}

### 二面角
立方截角立方八面體有三種二面角，分別為八邊形和六邊形的二面角、八邊形和八角星的二面角以及八角星和六邊形的二面角。
其中，八邊形和八角星的二面角為直角，即90度角；而八邊形和六邊形的二面角為3的平方根之倒數的反餘弦值，約為54.735610度：
{\displaystyle \angle }八邊形{\displaystyle ,}六邊形{\displaystyle \,=\arccos \left({\frac {1}{\sqrt {3}}}\right)}{\displaystyle =\arccos \left({\frac {\sqrt {3}}{3}}\right)}{\displaystyle \approx \,}0.9553166181245{\displaystyle \,\approx \,}54.735610317°
八角星和六邊形的二面角為負3的平方根之倒數的反餘弦值，約為125.264390度：
{\displaystyle \angle }八角星{\displaystyle ,}六邊形{\displaystyle \,=\arccos \left(-{\frac {1}{\sqrt {3}}}\right)}{\displaystyle =\arccos \left(-{\frac {\sqrt {3}}{3}}\right)}{\displaystyle \approx \,}2.186276035{\displaystyle \,\approx \,}125.264389683°

### 凸包
立方截角立方八面體的凸包是一個非均勻的大斜方截半立方体，其六邊形面由等角但不等邊的六邊形組成。
| 凸包 （等角六邊形面） | 立方截角立方八面體 |

### 頂點座標
立方截角立方八面體的頂點座標為下列座標的全排列：
(±(√2−1), ±1, ±(√2+1))